# محمد الشناوي
محمد السيد محمد الشناوي جمعة (مواليد 22 ديسمبر 1988) لاعب كرة قدم مصري يلعب حارس مرمى مع النادي الأهلي المصري و‌منتخب مصر.

وقد انضم للنادي الأهلي في يوليو 2016.

## مسيرته الكروية
لعب لنادي الحامول بالدوري الممتاز ب في فرق الناشئين ثم انتقل لناشئي الأهلي من سنة 2002 إلى سنة 2009 وتدرج في المراحل السنية، ولعب مع منتخب مصر للناشئين تحت سن 18 سنة، وخاض مع منتخب الناشئين بطولة أفريقيا لنفس السن حيث لعب المباريات ضد الكاميرون ونيجيريا وزامبيا، ثم انضم إلى المنتخب الأولمبي، ومن 2009 إلى 2012 لعب في نادي طلائع الجيش، ثم انضم إلى بتروجيت وعاد مرة أخرى إلى النادي الأهلي بداية من موسم 2016-2017.

### في الدوري الممتاز 2015–16
يعتبر الشناوي خامس حراس مرمى الدوري في ترتيب تصدي وإنقاذ الكرات على مرماه بـ 45 صدة بعد عصام الحضري حارس دجلة (66 صدة) ، ومحمد فوزي حارس المحلة (64 صدة) والمهدي سليمان حارس سموحة (48 صدة) ومحمود السيد حارس الاتحاد السكندري (46 صدة) ، ويتفوق على شريف إكرامي حارس الأهلي في الإنقاذات والذي أنقذ 25 كرة على مرماه هذا الموسم، انقذ ضربة جزاءواحدة  ، واستقبلت شباكه 31 هدفًا بينما إكرامي 16 في الدوري، حافظ على نظافة شباكه في 14 مباراة لبتروجيت بينما إكرامي 16 في الدوري.

## إحصائيات مشاركاته
آخر تحديث في 19 يونيو 2018

### مع الأندية
| الفريق             | الموسم    | الدوري  | الدوري | الكأس   | الكأس | البطولات القارية | البطولات القارية | بطولات أخرى | بطولات أخرى | الإجمالي | الإجمالي |
| الفريق             | الموسم    | مشاركات | أهداف  | مشاركات | أهداف | مشاركات          | أهداف            | مشاركات     | أهداف       | مشاركات  | أهداف    |
| ------------------ | --------- | ------- | ------ | ------- | ----- | ---------------- | ---------------- | ----------- | ----------- | -------- | -------- |
| الأهلي             | 2007–2008 | 1       | 0      | 0       | 0     | 0                | 0                | —           | —           | 1        | 0        |
| الأهلي             | الإجمالي  | 1       | 0      | 0       | 0     | 0                | 0                | —           | —           | 1        | 0        |
| طلائع الجيش        | 2009–2010 | 21      | 0      | 2       | 0     | —                | —                | —           | —           | 23       | 0        |
| طلائع الجيش        | 2010–2011 | 19      | 0      |         |       | —                | —                | —           | —           | 19       | 0        |
| طلائع الجيش        | 2011–2012 | 3       | 0      |         |       | —                | —                | —           | —           | 3        | 0        |
| طلائع الجيش        | الإجمالي  | 43      | 0      | 2       | 0     | —                | —                | —           | —           | 45       | 0        |
| حرس الحدود (إعارة) | 2012–2013 | 15      | 0      |         |       | —                | —                | —           | —           | 15       | 0        |
| حرس الحدود (إعارة) | الإجمالي  | 15      | 0      |         |       | —                | —                | —           | —           | 15       | 0        |
| بتروجيت            | 2013–2014 | 23      | 0      | 1       | 0     | —                | —                | —           | —           | 24       | 0        |
| بتروجيت            | 2014–2015 | 28      | 0      | 2       | 0     | 1                | 0                | —           | —           | 31       | 0        |
| بتروجيت            | 2015–2016 | 34      | 0      | 0       | 0     | —                | —                | —           | —           | 33       | 0        |
| بتروجيت            | الإجمالي  | 85      | 0      | 3       | 0     | 1                | 0                | —           | —           | 89       | 0        |
| الأهلي             | 2016–2017 | 3       | 0      | 3       | 0     | 0                | 0                | 5           | 0           | 11       | 0        |
| الأهلي             | 2017–2018 | 23      | 0      | 3       | 0     | 4                | 0                | 0           | 0           | 30       | 0        |
| الأهلي             | الإجمالي  | 26      | 0      | 6       | 0     | 4                | 0                | 5           | 0           | 41       | 0        |

## الإنجازات
الأهلي
- الدوري المصري الممتاز (6): 2007–08 ، 2016–17، 2017-18، 18-19، 2019-20، 2022-23
- كأس مصر (4): 2016–17، 2019–20، 2021–22، 2022–23
- كأس السوبر المصري (6): 2017-18، 2018–19، 2021–22، 2022–23، 2023–24، 2024-25
- دوري أبطال أفريقيا (4): 2019–20، 2020–21، 2022–23، 2023–24
- كأس السوبر الأفريقي (2): 2021 (مايو)، 2021 (ديسمبر)

فردية
- جائزة أفضل لاعب داخل إفريقيا : 2022[4]

## احصائياتهُ ومشاركاتهُ مع منتخب مصر
لعب محمد الشناوي مباراته الأولي دولياً في مباراة ودية جمعت المنتخب المصري مع منتخب البرتغال علي هامش استعدادات المنتخب لكأس العالم سنة 2018 
- شارك محمد الشناوي في كأس العالم 2018 مع منتخب مصر للمرة الأولي في تاريخيه الدولي وكان ذلك في مباراة جمعت منتخب مصر ومنتخب اوروغواي[6][7]
- شارك محمد الشناوي مع المنتخب المصري الأولمبي في أولمبياد طوكيو 2020 بعد اختياره كأحد اللاعبين الثلاثة فوق السن الأولمبي.[8][9]

## روابط خارجية
- محمد الشناوي على موقع الاتحاد الأوربي (الإنجليزية)
- محمد الشناوي على موقع إي إس بي إن إف سي (الإنجليزية)
- محمد الشناوي على موقع قاعدة بيانات كرة القدم.إي يو (الإنجليزية)
- محمد الشناوي على موقع ناشيونال فوتبول تيمز (الإنجليزية)
- محمد الشناوي على موقع Soccerbase.com (لاعب) (الإنجليزية)
- محمد الشناوي على موقع Soccerway.com (الإنجليزية)
- محمد الشناوي على موقع عالم كرة القدم.نت (الإنجليزية)
- محمد الشناوي على موقع أوليمبيديا (الإنجليزية)